# Lill-Gilleråstjärnen
Lill-Gilleråstjärnen är en sjö i Östersunds kommun i Jämtland och ingår i Ljungans huvudavrinningsområde.